# COVID-19-Proteste in China 2022
Bei den Protesten gegen die COVID-19-Maßnahmen in China handelt es sich um landesweite Proteste am letzten Novemberwochenende 2022. Erster Auslöser war ein Brand in einem Wohngebäude in Ürümqi am 24. November 2022, woraufhin zunächst gegen die staatlichen COVID-19-Maßnahmen protestiert wurde. Schnell weiteten sie sich mancherorts aus zu Protesten gegen Xi Jinping und die Kommunistische Partei Chinas im Allgemeinen. Sie gelten als die umfangreichsten Proteste in China seit den Protesten der Demokratiebewegung im Jahr 1989.
Die Proteste trugen mutmaßlich zur Beendigung der Null-COVID-Politik durch die chinesische Regierung bei, worauf die Infektionszahlen in China massiv anstiegen und verschiedene Staaten Schritte unternahmen, um eine Ausbreitung der neuen Infektionswelle über Chinas Grenzen hinaus zu verhindern.

## Hintergrund und Ausgangssituation
Als eine wichtige Ursache für die Proteste werden die Maßnahmen der chinesischen Regierung zur Verhinderung der Ausbreitung von COVID-19 im Land gesehen, einschließlich der Umsetzung einer Null-COVID-Politik und ohne eine landesweit koordinierte Impfkampagne. In China waren rund 40 bis 50 Millionen Menschen durch umfangreiche Beschränkungen im Alltag betroffen.
Nachdem die Gesundheitsbehörden in China einen Rekordanstieg von SARS-CoV-2-Fällen (mit über 31 Tausend Neuinfektionen an einem Tag) meldeten, wurde ein Lockdown in der Stadt Zhengzhou verhängt.
Am 23. November 2022 war es zu gewaltsamen Protesten an der größten iPhone-Fabrik des Landes gekommen, nachdem es bereits einige Wochen zuvor Unruhen in dem Werk in Zhengzhou gegeben hatte. Im Zentrum dieser Proteste standen nicht ausbezahlte Bonus-Leistungen, die den Beschäftigten im Zusammenhang mit den verschärften COVID-19-Bedingungen zugesagt worden waren.

## Auslöser der Protestwelle
Am 24. November 2022 kamen bei einem Wohngebäudebrand in der Hauptstadt des Uigurischen Autonomen Gebiets Xinjiang, Ürümqi, mindestens zehn Menschen ums Leben. Zu diesem Zeitpunkt befand sich Ürümqi COVID-19-bedingt seit drei Monaten in einem andauernden Lockdown.
Der genaue Hergang des Brandunglücks in Ürümqi ist bisher nicht geklärt. In China wurde jedoch ab dem 24. November in den sozialen Medien das Gerücht viral verbreitet, dass die Opfer in dem in Flammen stehenden Wohngebäude gefangen gewesen seien, weil dessen Ausgänge in Folge der strikten COVID-19-Maßnahmen versperrt gewesen seien. Anderen Gerüchten zufolge sollten einige Opfer vor einer Verletzung der Ausgangssperre zurückgescheut und daher zu spät oder nicht aus ihren Wohnungen geflüchtet sein. Ab dem Abend des 25. November verbreiteten sich im chinesischen Internet Videos, die zu einem Regierungsgebäude marschierende und Parolen für ein Ende des Lockdowns skandierende Demonstranten in Ürümqi zeigen. Videos des Brandes und viele Videos der Demonstranten in Ürümqi wurden umgehend aus den sozialen Medien gelöscht und Vertreter Ürümqis hielten früh morgens am 26. November eine Pressekonferenz ab, in der sie dementierten, dass das Entkommen und die Rettung der Bewohner durch die COVID-19-Maßnahmen behindert worden waren, doch zweifelten einige Internetnutzer die offizielle Darstellung weiterhin an.
Es wurde vermutet, dass es sich bei den meisten Opfern um Angehörige der ethnischen Minderheit der Uiguren gehandelt habe, die seit Jahren in der VR China massiven Repressionen ausgesetzt sind. Während die Interessen ethnischer Minderheiten wie der Uiguren im kontinentalen Teil der VR China – anders als etwa in Hongkong oder Taiwan – in der Regel wenig Beachtung finden und Angehörige der Mehrheitsethnie der Han-Chinesen üblicherweise dem staatlichen Narrativ folgen, dass es sich bei den in den sogenannten „Ausbildungsstätten“ internierten Uiguren um „Terroristen“ handelt, kam es im Anschluss an den Brand vom 24. November 2022 zu einer für China ungewöhnlichen Protestwelle, die zunächst – ausgelöst durch den Brand – mit massiven Protesten in Ürümqi am 25. November begann, sich dann aber auf die meisten großen Städte Chinas ausbreitete. Laut der China-Expertin Katja Drinhausen dienten den Demonstrationen dabei sehr unterschiedliche Gründe als lokale Auslöser.

## Ausmaß und Wesen der landesweiten Proteste

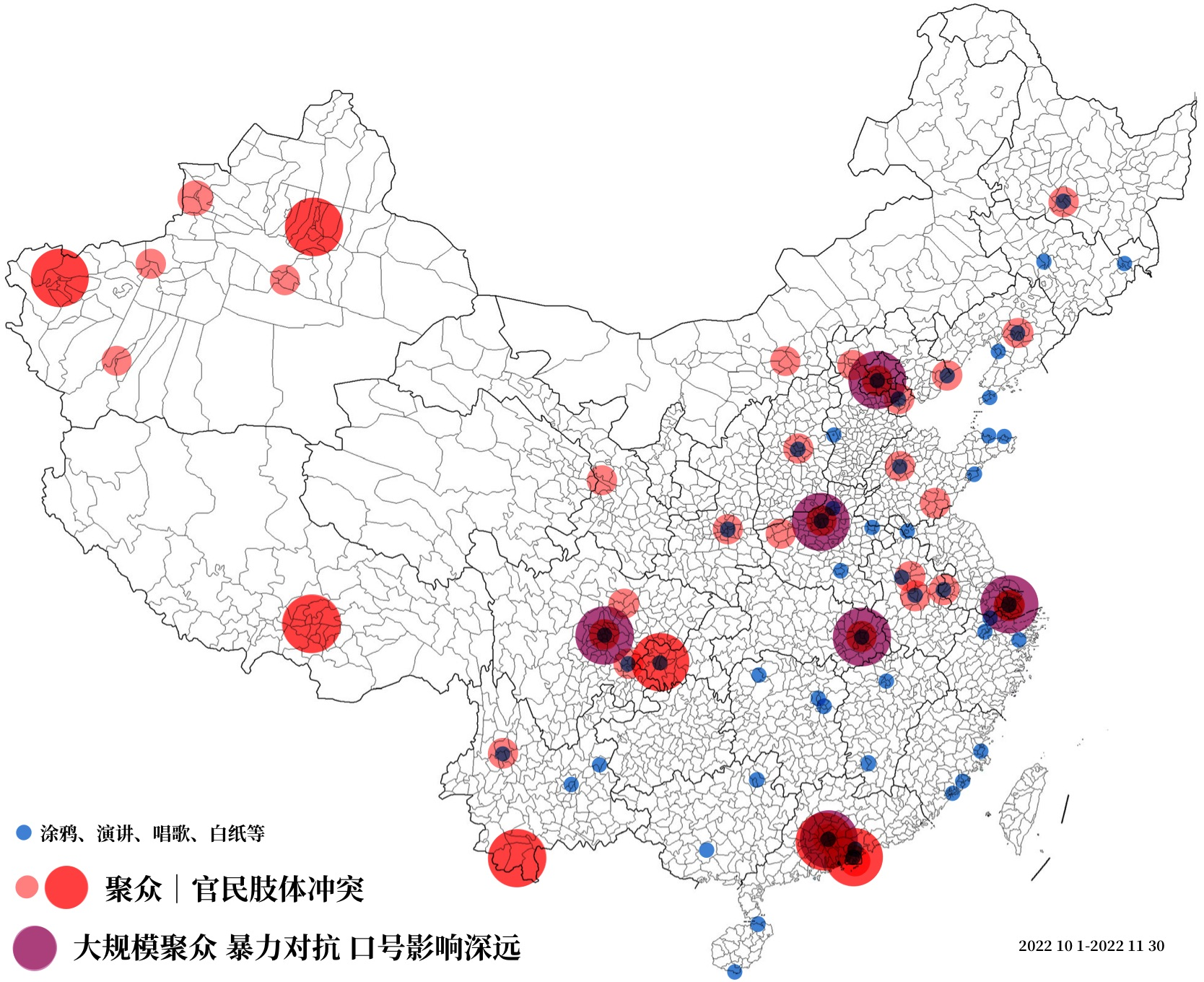
Karte mit Orten der Proteste
(Stand: 30. November 2022)

Die Proteste am letzten Novemberwochenende im Jahr 2022 stellten die größte Protestwelle in China seit der Studentenbewegung im Jahr 1989 dar. Die Nichtregierungsorganisation Freedom House, US-amerikanischer Betreiber des China Dissent Monitor, schätzte, dass zwischen Samstag, dem 26. und Montag, dem 28. November 27 Kundgebungen stattgefunden haben. Das australische ASPI-Institut (Australian Strategic Policy Institute) verzeichnete 43 separate Protestkundgebungen in insgesamt 22 Städten Chinas. Nach Angabe des in Singapur ansässigen Medienportals Initium Medien kam es an über 70 Universitäten Chinas zu Kundgebungen. Videos der Proteste fanden Verbreitung in den sozialen Medien.
Die Demonstrationen in Xinjiang, die unmittelbar auf den Brand in Ürümqi folgten, folgten dem in China üblichen Muster, nach dem die meisten Proteste besondere lokale Ziele verfolgen und ideologische Auseinandersetzungen und Kritik an der Zentralregierung meiden. Die breiter angelegte Protestwelle für Meinungsfreiheit wich insofern von diesem Muster ab, als sich landesweite Proteste für ein gemeinsames Ziel und Proteste, die ausdrücklich politische Forderungen nach Meinungsfreiheit und Rechtsstaatlichkeit oder insbesondere solche, die das Ende der KPCh fordern, in China nur selten ereignen. Zwar blieben die Proteste grundsätzlich gegen die COVID-19-Beschränkungen gerichtet und es gab weiterhin Aufstände gegen die lokalen COVID-19-Maßnahmen wie beispielsweise Lockdowns in bestimmten Wohnblocks, die sich unverändert gegen die Art der Umsetzung der Maßnahmen durch die lokalen Behörden richteten, doch vermengten sich die Proteste teilweise mit politischen Forderungen gegen Zensur und für Rechtsstaatlichkeit. Einige Demonstranten in Shanghai gingen über den Protest der Menge gegen Zensur noch hinaus und forderten offen den Rücktritt Xi Jinpings.

### 26. November
Am 26. November fand auf der in einem der wohlhabendsten Stadtviertel Shanghais gelegenen „Ürümqi-Straße“ (die chinesischen Schriftzeichen des Straßennamens stimmen mit dem Namen der Stadt Ürümqi überein) eine friedliche Mahnwache mit Kerzenlicht für den Vorfall in Ürümqi statt. Demonstranten gedachten der Todesopfer mit Schildern mit dem Schriftzug „Ürümqi“ und dem Datum des Brandes. Aus der Menge wurde abwechselnd „KPCh“ und „Rücktritt“ skandiert, einige Demonstranten wurden von der Polizei abgeführt.

### 27. November

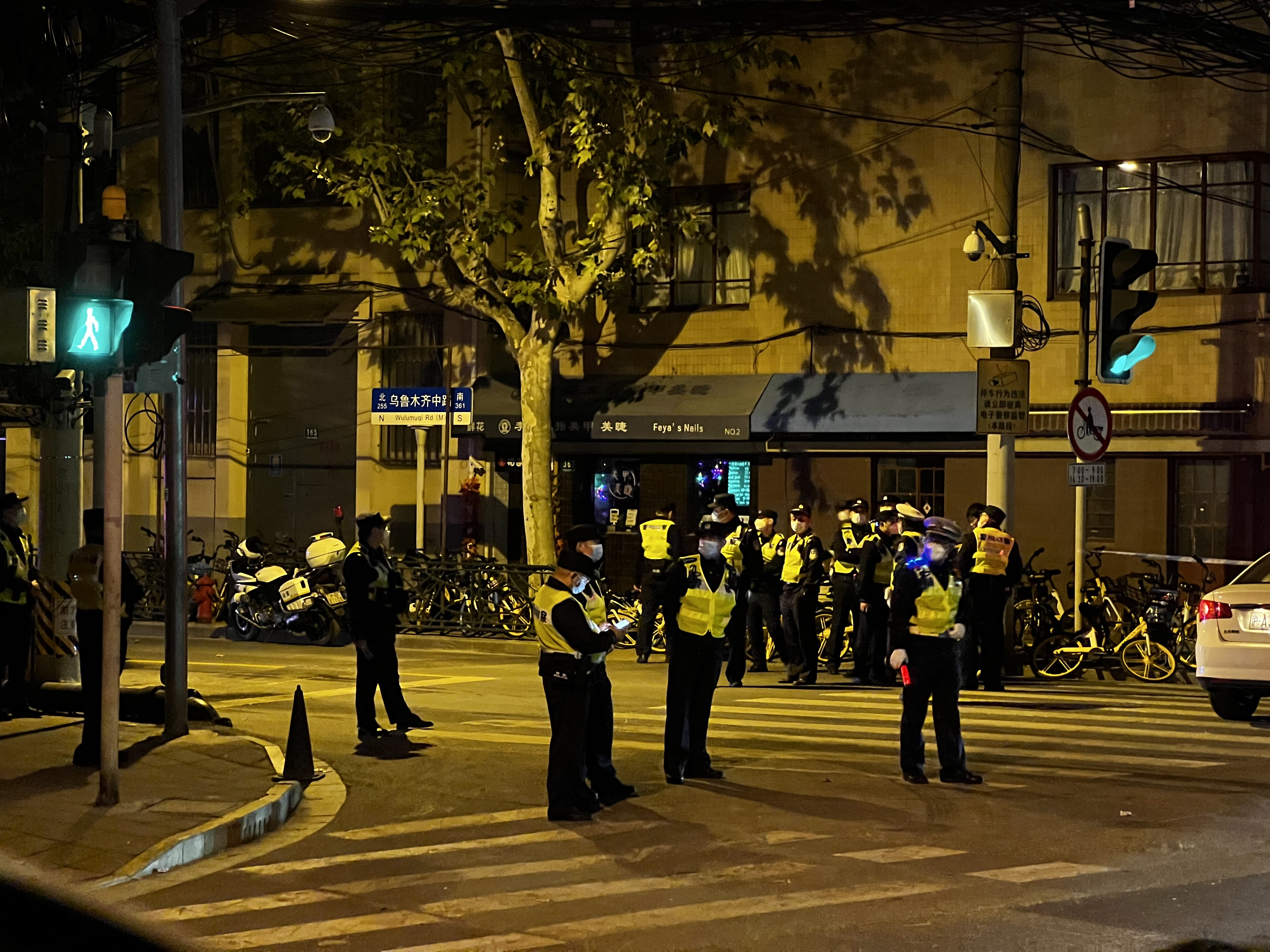
Ürümqi-Straße in Shanghai nach Auflösung der Proteste (Foto: 27. November 2022)

Am Abend des 27. November kam es in Shanghai zu Auseinandersetzungen Hunderter Demonstranten mit der Polizei. Die Polizei nahm mehrere Demonstranten und mindestens drei Journalisten bei dem Versuch fest, Gruppen von Demonstranten aufzulösen, die sich entlang der Ürümqi-Straße bewegten und weiße Blätter als Symbol der Proteste hochhielten. Der BBC News-Journalist Edward Lawrence wurde von der Shanghaier Polizei angegriffen und mehrere Stunden lang festgehalten. In den sozialen Medien verbreitetes Filmmaterial zeigte, wie Lawrence in Handschellen zu Boden gezogen wurde.
Am 27. November demonstrierten Dutzende Teilnehmer einer Kundgebung an der Tsinghua-Universität in Peking gegen COVID-19-Beschränkungen und sangen die Nationalhymne der VR China. Nach Angaben der Nachrichtenagentur AFP handelte es sich um Hunderte Studenten, die „Freiheit wird siegen“ skandierten und eine Beendigung der COVID-19-Lockdowns forderten.
In Chengdu versammelte sich am 27. November eine große Menschenmenge, die leere Blätter hochhielt, Parolen wie „Wir wollen keine lebenslangen Herrscher“ skandierte und damit offensichtlich auf die durch Abschaffung der Amtszeitbeschränkungen ermöglichte lebenslange Amtszeit Xi Jinpings anspielte.
Videos in sozialen Medien zeigten zudem Hunderte von Einwohnern in der Innenstadt von Wuhan auf der Straße, die Metallbarrieren zerstören und die Nationalhymne singen.

### 28. und 29. November
Zu Beginn der Schulwoche wurden Universitätsstudenten in Peking und Guangzhou nach Hause geschickt, der Unterricht und die Abschlussprüfungen ins Internet verlegt.
In Peking versammelten sich am frühen Morgen des 28. November zwei Gruppen von Demonstranten mit insgesamt mindestens 1.000 Menschen entlang der 3. Ringstraße und weigerten sich, die Kundgebung aufzulösen. Später am 28. November wurden keine neue Proteste für Peking oder Shanghai mehr gemeldet und Dutzende Polizisten in den Gebieten stationiert, in denen die Demonstrationen stattgefunden hatten. Die Polizei errichtete nach zweitägigen Protesten in Shanghai am 28. November Barrikaden in der Ürümqi-Straße. Später am Abend überprüfte die Polizei die Telefone von Fußgängern in Shanghai, in denen sie ausdrücklich angewiesen wurden, nach VPNs, Telegram und Twitter zu suchen.
In der Stadt Guangzhou sollen Demonstranten am 28. November einen COVID-19-Teststand zerstört haben und lieferten sich am 29. November Auseinandersetzungen mit der Polizei. Augenzeugen und Videoaufnahmen zufolge sollen bei Zusammenstößen der Protestteilnehmer mit Einsatzkräften in der Nacht in Guangzhou Polizisten mit Gegenständen beworfen und fast ein Dutzend Protestteilnehmer mit gefesselten Händen in Gewahrsam genommen worden sein. Aufgrund der Zensur war eine unabhängige Prüfung der Vorfälle jedoch kaum möglich.
Am nächsten Tag, den 30. November, verkündete die chinesische Regierung für die Großstädte Guangzhou und Chongqing die COVID-19-Maßnahmen zu lockern.

## Symbol des Protests: Weiße Blätter

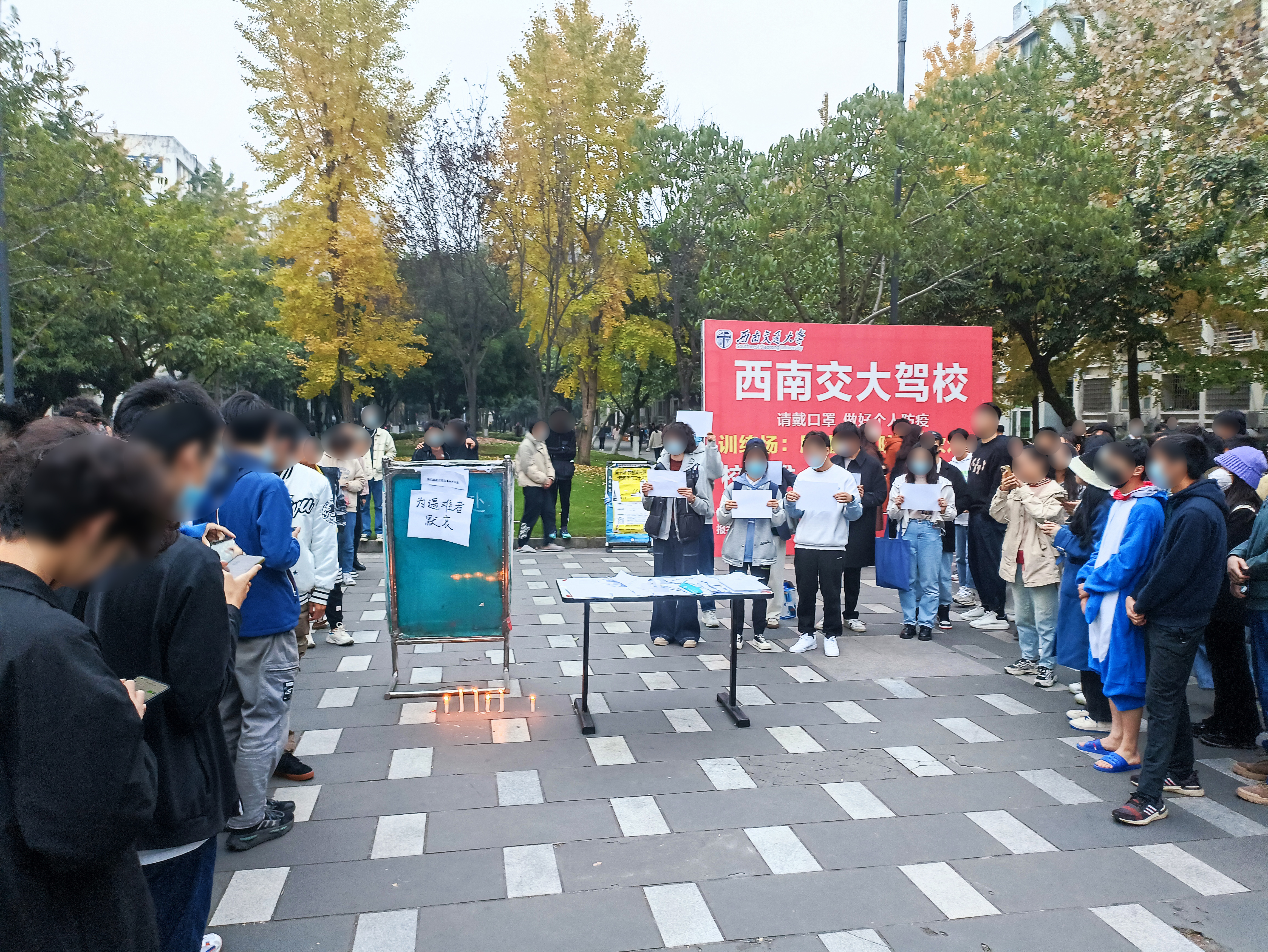
Studenten an der Südwest-Jiaotong-Universität halten bei einer Kundgebung in Gedenken an die Brandopfer in Ürümqi zum Protest weiße Blätter in die Höhe (Foto: 27. November 2022)

Weiße Schilder wurden zum Symbol des Widerstands gegen Zensur. Demonstranten an der Tsinghua-Universität zeigten leere DIN A4-Blätter, um die Zensur in China darzustellen. Auch Teilnehmer einer Gedenkkundgebung auf der Ürümqi-Straße in Shanghai am Abend des 26. November verwendeten weiße Papierblätter. Chinesische Diasporagemeinschaften förderten die Begriffe „Weißbuchrevolution“ und „A4-Revolution“ in sozialen Online-Medien, um die Proteste zu beschreiben.
Bereits im Jahr 2020 hatten Aktivisten in Hongkong aus Protest weiße Papierbögen hochgehalten, um nicht für Slogans verhaftet zu werden, die nach dem neuen Nationalen Sicherheitsgesetz verboten worden waren. Im Zusammenhang mit dem Russischen Überfall auf die Ukraine waren weiße Blätter 2020 in Moskau beim Protest gegen den Krieg verwendet worden.

## Reaktionen auf die Proteste

### In China
In Reaktion auf die Proteste wurde die Polizeipräsenz in den Großstädten erhöht. Die Nachrichtenagentur AFP berichtete von hunderten Streifenfahrzeugen und Polizisten auf den Straßen Pekings und Schanghais.
Nach offiziellen Angaben kam es zu mindestens einer Festnahme, nachdem eine Frau in Ürümqi der „Verbreitung von Gerüchten“ beschuldigt wurde. Online-Quellen zufolge soll es am Abend des 26. Novembers auf der „Ürümqi-Straße“ in Shanghai zu mehr als zehn weiteren Verhaftungen gekommen sein.
Die politische Führung Chinas hat ein energisches Vorgehen gegen Unruhen angekündigt. Von Seiten der Regierung und durch Staatsmedien wird die Vermutung geäußert, es sei durch Einmischung aus anderen Staaten zu den Protesten gekommen, deren Teilnehmer als „feindliche“ Elemente bezeichnet werden, ohne auf die Hintergründe der Demonstrationen einzugehen.
Insgesamt reagierte die Regierung mit verstärkter Polizeipräsenz, sowie (teils gewaltsamen) Festnahmen und umfangreicher Zensur von Onlinemedien. Suchbegriffe, die mit den Protesten in Verbindung stehen, wurden gesperrt und Videos über die Proteste wurden aus chinesischen Onlinediensten gelöscht. Stattdessen wurde der Erfolg der Pandemiemaßnahmen, die zu den strengsten weltweit zählten, von der chinesischen Führung bekräftigt.
Seit Ende November 2022 wurden in einigen Städten Chinas die Lockerung der COVID-19-bedingten Lockdown-Maßnahmen angekündigt, so am 30. November in Guangzhou und Chongqing. Die für Angelegenheiten der öffentlichen Gesundheit zuständige Vizepremierministerin Sun Chunlan verkündete, China befinde sich in einer „neue Phase“ in der Pandemiebekämpfung. Am 7. Dezember 2022 kündigte China die bis zu diesem Zeitpunkt weitestgehende Abkehr seiner Null-COVID-Politik an und lockerte fast alle seiner COVID-19-Beschränkungen. So mussten Chinesen sich nun nicht mehr in Zwangsquarantäne in staatliche Einrichtungen begeben bei milden Symptomen, es mussten nicht mehr bei allen öffentlichen Einrichtungen Coronatests vorgelegt werden, und Beschränkungen bei Inlandsreisen wurden aufgehoben.
Der mutmaßlich durch die Proteste beförderten Beendigung der Null-COVID-Politik der chinesischen Regierung folgte ein massiver Anstieg der SARS-CoV-2-Infektionszahlen in China, der durch die Behandlung der Infizierten zu einer starken Belastung von Krankenhäusern und durch die Einäscherung der Verstorbenen zu einer Überlastung der Krematorien führte. In dieser Situation ging Xi Jinping in einer ungewöhnlich offen gehaltenen Neujahrsansprache mittelbar zum ersten Mal auch auf die COVID-19-Proteste von Ende November 2022 ein und sagte: „Es ist nur natürlich, dass verschiedene Menschen unterschiedliche Sorgen haben oder unterschiedliche Ansichten zu ein und demselben Thema vertreten“. Weiter betonte Xi: „Lassen Sie uns eine zusätzliche Anstrengung unternehmen, denn Beharrlichkeit und Solidarität bedeuten den Sieg.“ Nachdem westliche Regierungen und Experten zuvor seit Monaten von China gefordert hatten, seine COVID-19-Maßnahmen aufzugeben und sich wieder nach außen zu öffnen, leiteten nach Ausbruch der neuen Infektionswelle in China verschiedene Staaten Maßnahmen wie Einreisebeschränkungen ein, um eine Ausbreitung der neuen Infektionswelle über Chinas Grenzen hinaus zu verhindern, darunter beispielsweise die USA, Japan, Israel, Australien, Kanada, Indien oder auch einige EU-Staaten inklusive Frankreich, Großbritannien, Italien, Spanien, Deutschland, Österreich, Schweden und Belgien.

### International
Am Montag, dem 28. November 2022, gaben die Börsenkurse auf den internationalen Wertpapierbörsen aufgrund der Berichte über die verbreiteten COVID-19-Proteste in China nach. Auch die US-amerikanischen Börsen weiteten ihre Kursverluste in Reaktion auf die Proteste an diesem Tag kontinuierlich aus. Der US-Aktienindex Dow Jones gab um 1,45 Prozent nach. Zahlreiche Anleger nahmen die Entwicklung zum Anlass, ihre jüngsten Gewinne mitzunehmen.
Ende November kam es zu solidarischen Kundgebungen in Sydney, Tokio und Hongkong, New York und Toronto, auch mit Beteiligung von diasporischen Chinesen. In Toronto, New York und London fanden die Proteste jeweils in der Nähe der chinesischen Konsulate statt. Weitere Orte, an denen protestiert wurde, waren an der University of Southern California und der Vancouver Art Gallery. Auch in Zürich protestierten rund 100 Auslandschinesen sowie ihre Unterstützer gegen die „Null-COVID“-Politik der chinesischen Regierung. Viele der chinesischen Demonstranten erschienen vermummt, da sie auch im Ausland staatliche Überwachung fürchteten.

## Bewertung von Experten und Beobachtern
In einem Interview mit der Tagesschau stellte sich die Asien-Expertin Shi-Kupfer (Universität Trier und Mercator Institute for China Studies; kurz: MERICS) am 29. November 2022 auf den Standpunkt, dass der Protest sich nicht in erster Linie gegen willkürliche COVID-19-Auflagen richte, sondern dass die Menschen verstanden hätten, dass sie in einem System leben, das ihre Grundrechte beschränkt. Nach Ansicht Shi-Kupfers richteten sich die Proteste somit gegen den Machtapparat an sich, hinter dem letztlich Xi Jinping stehe, was ihnen eine andere Qualität gebe.
Die China-Expertin Katja Drinhausen (MERICS) wertete den Umstand, dass es trotz der Zensur in so vielen verschiedenen Landesteilen zu Protesten kommen konnte, als ein Anzeichen für das Ausmaß der Not der Menschen unter den Bedingungen der „Null-COVID“-Strategie.
Nach Ansicht von Daniel Fuchs (Humboldt-Universität zu Berlin) stellen Proteste in China keine Seltenheit dar und werden oft in ähnlicher Weise wie Unmutsäußerungen im Internet geduldet, solange sich die Protestbewegungen nicht überregional oder über verschiedene Themen hinweg vernetzen. Die Protestwelle ab November 2022 schloss laut Fuchs jedoch alle Teile der Bevölkerung ein und richtete sich in ihrer Kritik zudem direkt an die Zentralführung statt an die lokalen Stellen.
Die stellvertretende Regionaldirektorin für Asien von Amnesty International, Hana Young, urteilte noch während der andauernden Proteste am 28. November, der Hochhausbrand in Ürümqi habe „eine bemerkenswerte Welle des Mutes in China“ ausgelöst, denn es sei für die Menschen in China praktisch unmöglich, friedlich zu demonstrieren, ohne Schikanen oder strafrechtlicher Verfolgung ausgesetzt zu sein. Besonders in den vorangegangenen zehn Jahren hätten die Behörden unter Präsident Xi zahlreiche Oppositionelle zum Schweigen gebracht.
Nadine Godehardt (Stiftung Wissenschaft und Politik) betonte am 29. November 2022 auf die Frage, ob sich in China eine größere Protestbewegung gegen die Politik von Staatschef Xi Jinping ausbilde, den ihrer Ansicht nach punktuellen Charakter der Proteste zu diesem Zeitpunkt. Laut Godehardt hätten sich die Proteste zwar über ganz China verteilt, müssten dabei aber nicht von der Gesamtbevölkerung der betroffenen Städte wahrgenommen worden sein, da sie sich teils an speziellen Standorten – beispielsweise an über 75 Universitäten – ereignet hätten. Auch die Proteste in den Straßen großer Städte wie Peking oder Shanghai seien in davon weit entfernten Stadtteilen möglicherweise kaum wahrgenommen worden, zumal keine regelrechte Berichterstattung darüber stattgefunden habe.
Laut dem Protestforscher Christoph Steinhardt (Institut für Ostasienwissenschaften der Universität Wien) wurden Forderungen, die direkt zum Aufstand gegen die Staatschef Xi und die KPCh aufrufen, für die gesamte Protestwelle nur für Shanghai berichtet. Als besondere Charakteristik der Proteste sieht Steinhardt es stattdessen an, dass diese sich zeitgleich in ganz China ereigneten und durch ihre Appelle an Pressefreiheit und Rechtsstaatlichkeit Forderungen stellten, die zu ihrer Umsetzung eine Änderung des gesamten politischen Systems erfordern würden und daher bedrohlich für die KPCh seien.
Nachdem die chinesische Regierung im Nachgang der landesweiten COVID-19-Proteste am 7. Dezember 2022 eine Abkehr von der Null-COVID-Strategie angekündigt hatte, warnte der US-amerikanische Virologe Anthony Fauci in einem Podcast der Financial Times, dass die abrupte Beendigung der Null-COVID-Strategie zur Bekämpfung der COVID-19-Pandemie, ohne zuvor die Bevölkerung Chinas mit effektiven Impfstoffen zu impfen, zu einer außerordentlich hohen Zahl von COVID-19-Fällen führen werde. Dies würde die Wahrscheinlichkeit von Mutationen und neuen sich rascher weltweit ausbreitenden SARS-CoV-2-Varianten erhöhen.